# Zielona Partia Kanady
Zielona Partia Kanady (ang. Green Party of Canada, fr. Parti vert du Canada) – partia polityczna działająca w Kanadzie, założona w 1983. 

## Postulaty
Wielu polityków partii nie uważa się za typowo lewicowych lub prawicowych, ponieważ twierdzą, że ich poglądy nie dają się zaliczyć do żadnej z tych tradycyjnych kategorii. Partia ta skupia się nie tylko na rozwiązywaniu problemów ze środowiskiem naturalnym, takich jak polityka redukcji emisji gazów cieplarnianych, ale też na takich aspektach, jak prawa pracownicze, prawa człowieka i legalizacja opium pochodzącego z Afganistanu. Partia jest również za wprowadzeniem podatków ekologicznych. 

### Założenia
Green Party of Canada jest oparta na 6 założeniach przyjętych w 2002 roku na konwencji Zielonych Globalnych. Są to:
- ekozofia
- non violence
- równość społeczna
- szanse na przetrwanie
- demokracja uczestnicząca
- respektowanie różnorodności

### Polityka
Program partii w 2011 roku obejmował punkty, takie jak:
- redukcja podatków od osób fizycznych i dochodowego[4]
- podwyższenie podatków dla firm zanieczyszczających środowisko
- pomoc dzieciom
- pomoc rodzinnym gospodarstwom
- transparentność rządu
- proporcjonalna reprezentacja w Parlamencie
- uregulowanie i opodatkowanie handlu marihuaną
- subwencje dla transportu publicznego i innych rozwiązań na rzecz ochrony środowiska
- wolny dostęp do informacji
- obligatoryjne oznaczanie na opakowaniu żywności modyfikowanej genetycznie
- ograniczenie udziału w misjach militarnych

## Liderzy

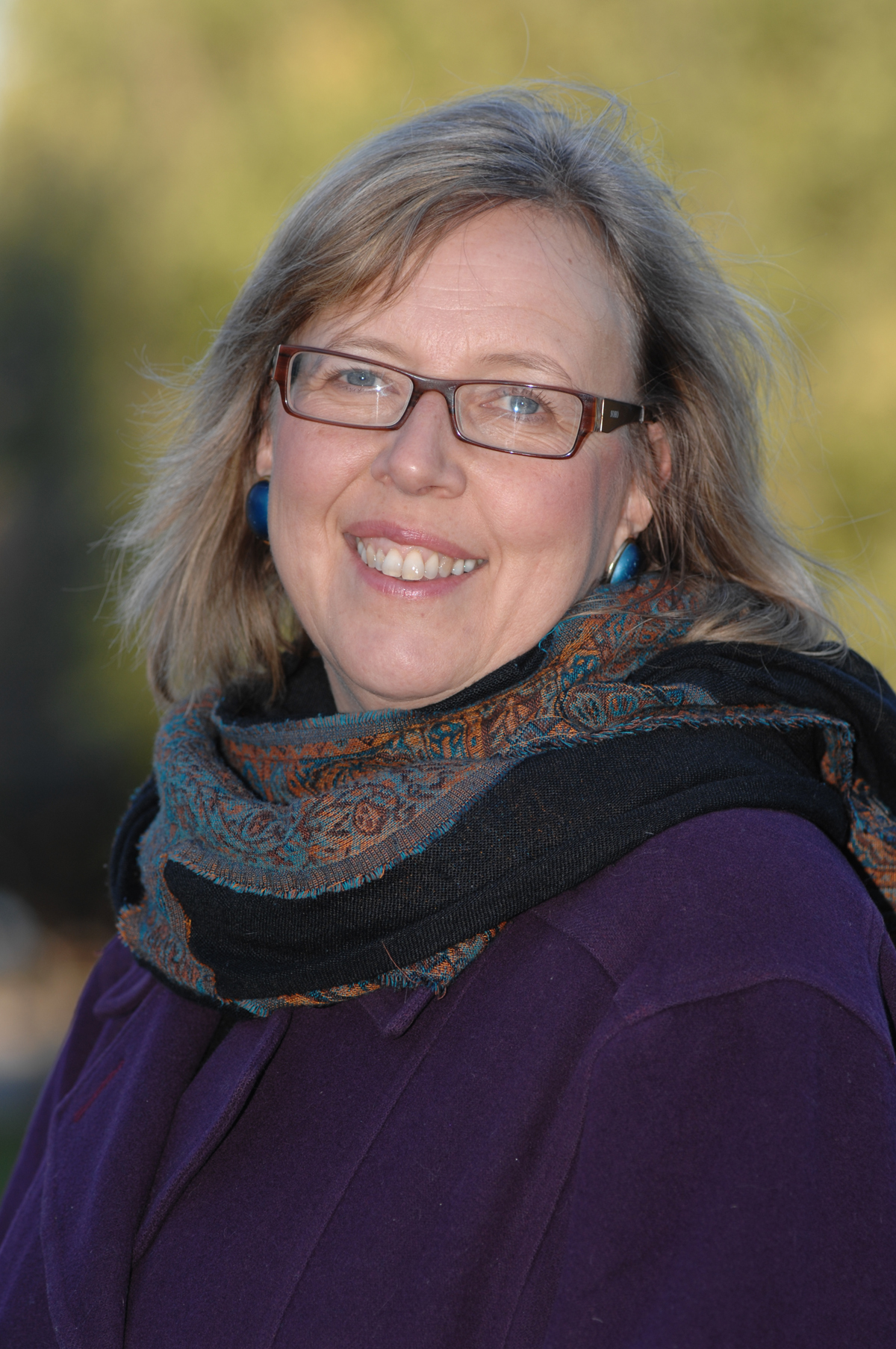
Elizabeth May (2007)

Obecną przewodniczącą partii jest prawniczka Elizabeth May, która od wielu lat działała w Kanadzie na rzecz ochrony środowiska. Została ona wybrana na konwencji federalnej w Ottawie w sierpniu 2006 roku, uzyskując 65,3% ważnych głosów, pokonując właściciela Green & Gold Inc. Davida Chernushenko i agenta nieruchomości Jima Fannona. 

### Przewodniczący partii[6]
- Trevor Hancock (1983–1984)
- Seymour Trieger (1984–1988)
- Kathryn Cholette (1988–1990)
- Chris Lea (1990–1996)
- Wendy Priesnitz (1996–1997)
- Harry Garfinkle (1997) (p.o.)
- Joan Russow (1997–2001)
- Chris Bradshaw (2001–2003) (p.o.)
- Jim Harris (2003–2006)
- Elizabeth May (od 2006)

## Wyniki w wyborach
| Wybory | Lider           | Liczba kandydatów | Liczba uzyskanych mandatów | Liczba głosów | Procent głosów |
| ------ | --------------- | ----------------- | -------------------------- | ------------- | -------------- |
| 1984   | Trevor Hancock  | 60                | 0                          | 26,921        | 0.21%          |
| 1988   | Seymour Trieger | 68                | 0                          | 47,228        | 0.36%          |
| 1993   | Chris Lea       | 79                | 0                          | 32,979        | 0.24%          |
| 1997   | Joan Russow     | 79                | 0                          | 55,583        | 0.43%          |
| 2000   | Joan Russow     | 111               | 0                          | 104,402       | 0.81%          |
| 2004   | Jim Harris      | 308               | 0                          | 582,247       | 4.32%          |
| 2006   | Jim Harris      | 308               | 0                          | 665,940       | 4.48%          |
| 2008   | Elizabeth May   | 303               | 0                          | 941,097       | 6.80%          |
| 2011   | Elizabeth May   | 304               | 1                          | 576,221       | 3.91%          |
| 2015   | Elizabeth May   | 336               | 1                          | 605,637       | 3.45%          |

Źródło:
W historii mandaty posłów pełniło trzech polityków partii:
- Blair Wilson (2008) – posłem został w 2006 roku z ramienia Liberałów, przed wyborami w 2008 roku został członkiem Zielonych, jednak nie uzyskał mandatu.
- Elizabeth May (od 2011)  – jako jedyna dwukrotnie uzyskała mandat startując w wyborach na listach Zielonych (2011 i 2015).
- Bruce Hyer (2013-2015) – wybrany w latach 2008 i 2011 jako członek New Democratic Party, przeszedł do partii Zielonych w 2013, nie zdobył mandatu w roku 2015.